# زیردریایی یو-۲۵۱

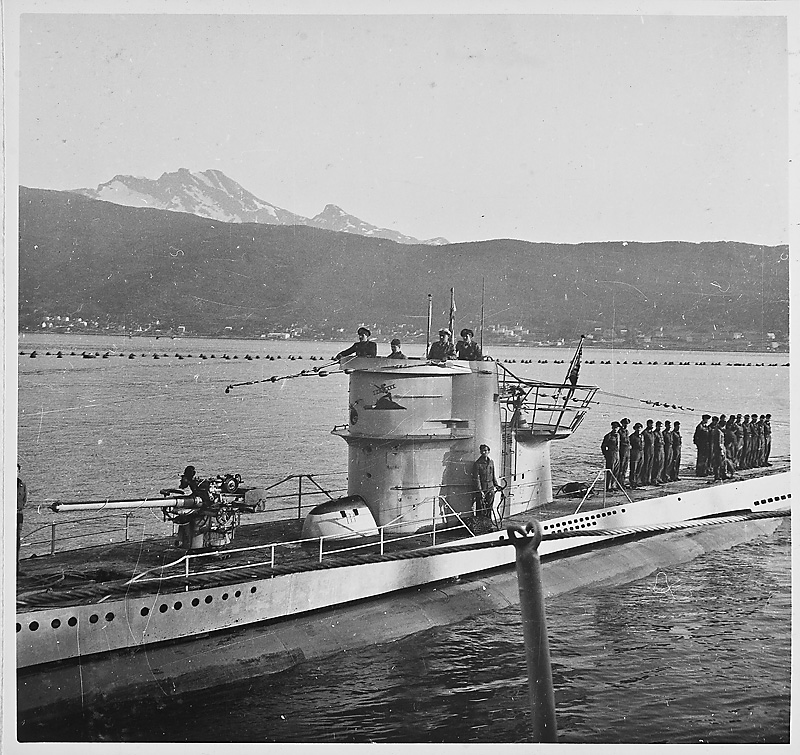
عکسی از زیردریایی یو-۲۵۱

زیردریایی یو-۲۵۱ (به انگلیسی: German submarine U-251) یک زیردریایی بود که طول آن ۶۷٫۱ متر (۲۲۰ فوت ۲ اینچ) بود. این زیردریایی در سال ۱۹۴۱ ساخته شد.